# Liên họ Lương long
Siêu họ Lương long (danh pháp khoa học: Diplodocoidea) là một siêu họ của khủng long sauropod, trong đó bao gồm một số loài động vật dài nhất của mọi thời đại, bao gồm cả những loài khổng lồ "mảnh mai" như Supersaurus, Diplodocus, Apatosaurus, và Amphicoelias. Hầu hết có cổ rất dài và đuôi dài giống như cái roi đuôi, tuy nhiên, một họ là Dicraeosauridae là những con sauropod được biết đến có một cổ ngắn, có lẽ là một sự thích nghi làm thức ăn thấp xuống mặt đất. Thích ứng này đã đưa đến cái cổ ngắn bất thường của Sauropod Brachytrachelopan.

## Hình ảnh

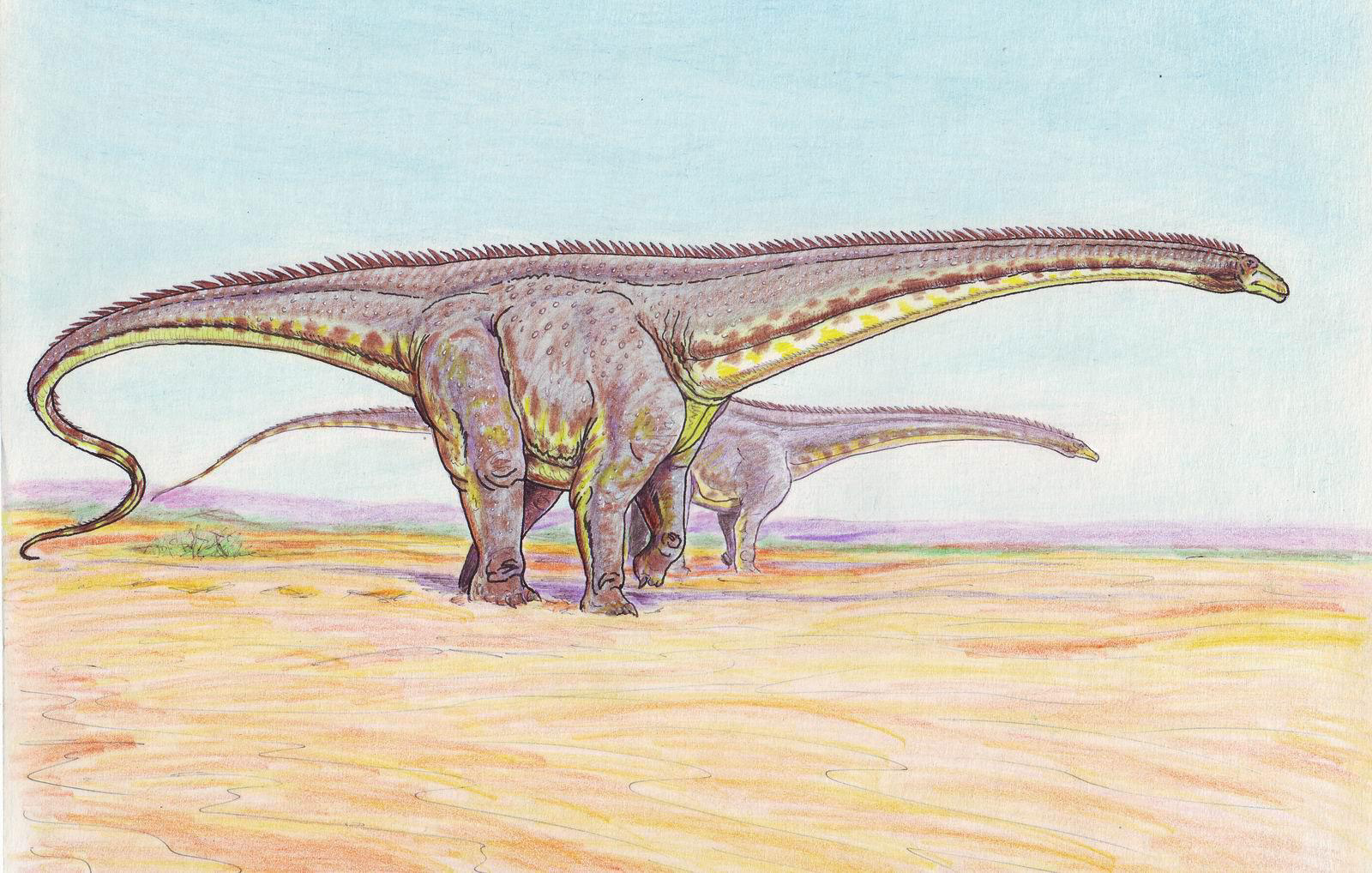
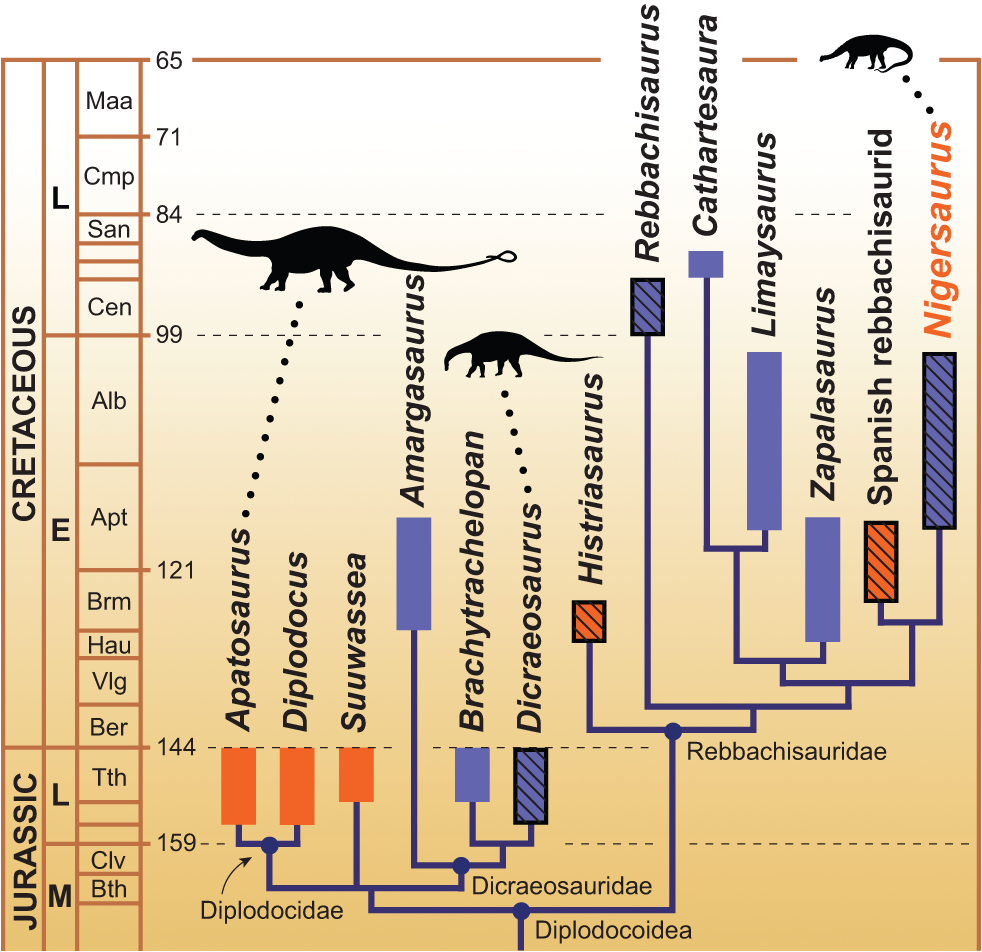
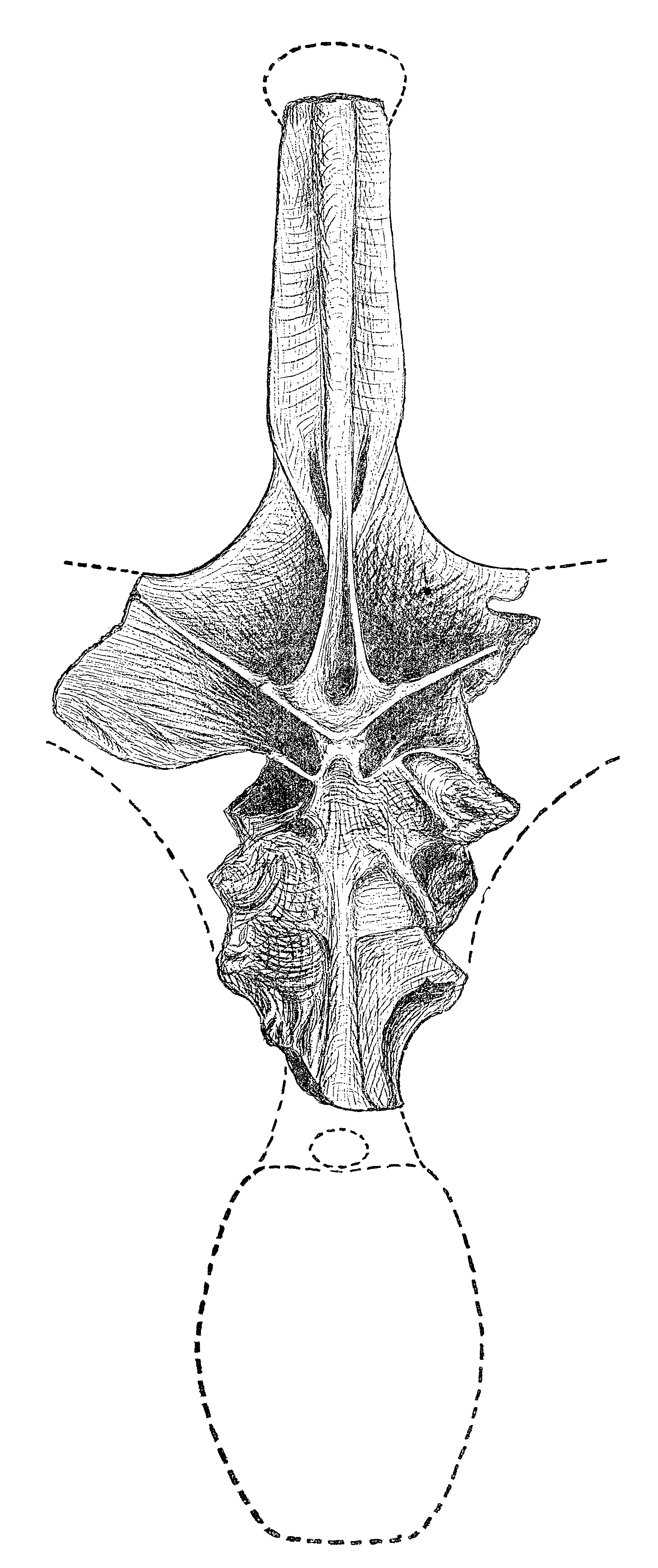
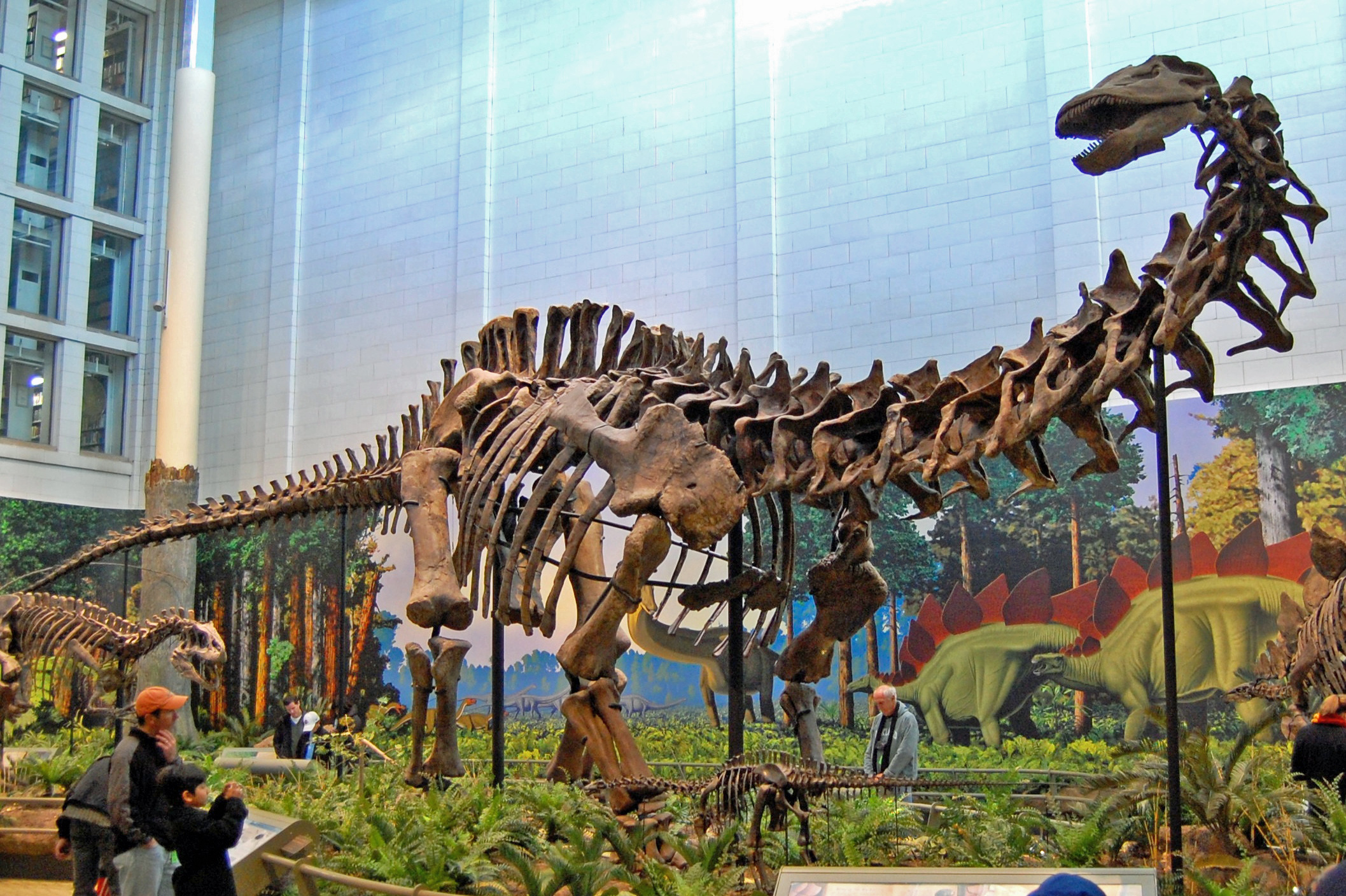

## Phân loại khoa học
- Phân thứ bộ Sauropoda
  - Siêu họ Diplodocoidea
    - Amazonsaurus
    - Họ Rebbachisauridae
    - Flagellicaudata (roi đuôi)
      - Họ Dicraeosauridae
      - Họ Diplodocidae